# Ehretia
Genre
Classification APG III (2009)
Ehretia, aussi appelé cabrillet, est un genre de plantes arbustives ou de petits arbres de la famille des Boraginacées (selon la classification phylogénétique). Il est considéré comme l'un des genres les plus primitifs de la famille.
Le nom de ce genre est dédié à l'illustrateur botanique Georg Dionysius Ehret.

## Caractéristiques
Les plantes de ce genre sont arbustives, pouvant atteindre une quinzaine de mètres.

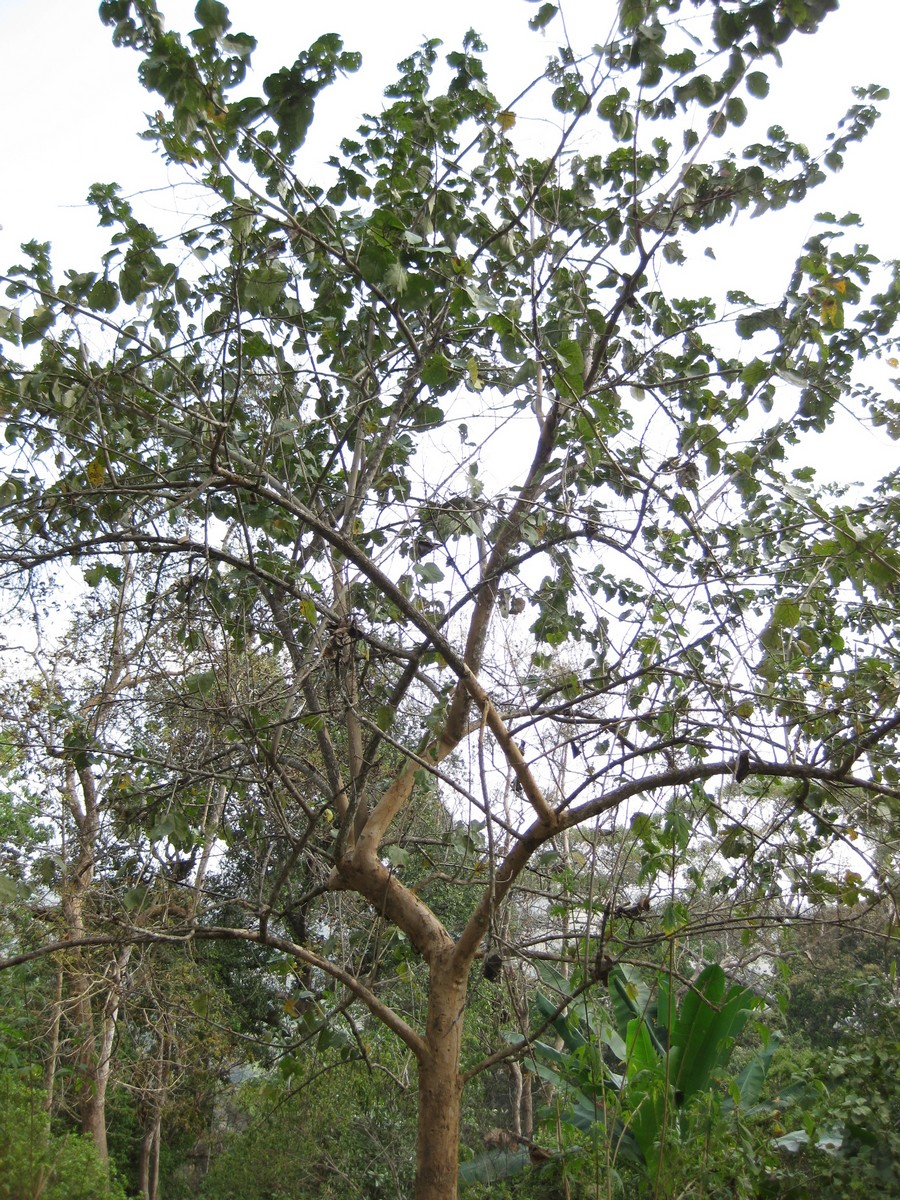
Ehretia cymosa, Jardin botanique de la reine Sirikit, Thaïlande

Les inflorescences sont des corymbes ou des cymes paniculées, souvent très odorantes. Le calice est formé de cinq lobes (sépales) complètement séparés (ce n'est pas le cas pour le genre Hilsenbergia et pas général pour le genre Bourreria).
Les drupes sont jaunes, orange ou rouge pâle : elles contiennent quatre graines et l'endocarpe est soit divisé en quatre (avec pour chacun une graine), deux (avec deux graines) ou non divisé. Cette séparation de l'endocarpe permet le classement des espèces au sein du genre.

## Répartition
Le genre est présent sur tous les continents sauf l'Europe. La majorité des espèces actuelles se trouvent en Asie, tropicale et subtropicale. Un nombre important est rencontré en Afrique, à Madagascar et dans l'Océan indien, quelques-unes en Amérique, centrale principalement, et en Australie.

## Utilisation
Quelques espèces sont utilisées en arbres de parc et d'ornement : Ehretia acuminata, Ehretia dicksonii, Ehretia macrophylla… Certaines peuvent être cultivées en bonzaï dont Ehretia buxifolia (Ehretia buxifolia var. microphylla).
Un usage alimentaire (fruits, feuilles) est signalé,.

## Systématique
Ce genre a des limites restées longtemps incertaines avec les genres voisins : Bourreria P.Browne en particulier (les « échanges » avec ce genre sont nombreux), mais aussi Aegiphila Jacq., Basanacantha Hook.f., Carmona Cav. (quatre de ses cinq espèces sont réparties maintenant en trois autres genres), Cordia L., Crematomia Miers (sur les 15 espèces, dont 9 d'Ehretia, classées dans ce genre par John Miers, 12 ont été reclassées dans le genre Bourreria), Gaza Terán & Berland (à l'unique espèce maintenant incluse dans le genre Ehretia), Grabowskia Schltdl. (famille des Solanacées), Hilsenbergia, Maripa Aubl., Menais Loefl., Morelosia Lex. (fusionné maintenant dans le genre Bourreria), Randia L., Rochefortia Sw., Rotula Lour. (lui-même fusionné avec le genre Rahbdia) et Tournefortia L. Il a, de plus, connu de vastes remaniements, notamment en 1951 et 2002. Le tout entraîne donc une synonymie importante, ainsi que quelques homonymies et quelques incohérences ou indéterminations à lever.

## Liste des espèces
La liste suivante est tirée principalement des index IPNI (The International Plant Names Index) et Tropicos (Index du Missouri botanical garden) à la date de septembre 2009. Les espèces conservées dans le genre sont en caractères gras :
- Ehretia abyssinica R.Br. ex Fresen. - 1838 : voir Ehretia cymosa var. abyssinica
  - Ehretia abyssinica var. silvatica (Gürke) Riedl - 1985 (synonyme : Ehretia silvatica Gürke) : voir Ehretia cymosa var. silvatica
- Ehretia acanthophora DC. - 1845 : voir Rochefortia acanthophora (DC.) Griseb.
- Ehretia acuminata R.Br. - 1810 – Asie tropicale et tempérée, Australie (synonymes : Ehretia argyi H.Lév., Ehretia kantonensis Masam., Ehretia mollis (Blanco) Merr., Ehretia onava DC., Ehretia ovalifolia Hassk., Ehretia taiwaniana Nakai, Ehretia thyrsiflora (Siebold & Zucc.) Nakai)
  - Ehretia acuminata var. acuminata R.Br. - 1868
  - Ehretia acuminata var. grandifolia Pamp. - 1910
  - Ehretia acuminata var. laxiflora Benth. - 1868
  - Ehretia acuminata var. obovata (Lindl.) I.M.Johnst. - 1951 (synonyme : Ehretia serrata var. obovata Lindl.)
  - Ehretia acuminata var. pilosula (F.Muell.) I.M.Johnst. - 1951 (synonyme : Ehretia pilosula F.Muell.)
  - Ehretia acuminata var. polyantha I.M.Johnst. - 1951
  - Ehretia acuminata var. pyrifolia (D.Don) I.M.Johnst. - 1951 (synonymes : Ehretia pyrifolia D.Don, Ehretia serrata var. pyrifolia (D.Don) DC.)
  - Ehretia acuminata var. serrata (Roxb.) I.M.Johnst. - 1951 (synonyme : Ehretia serrata Roxb.)
- Ehretia acutifolia Baker – 1894 – Afrique tropicale occidentale
- Ehretia affinis Wall. - 1829 (nom invalide)
- Ehretia alba Retief & A.E.van Wyk – 2001 - Namibie
- Ehretia amoena Klotzsch – 1861 – Afrique de l'est et du sud
- Ehretia anacua (Terán & Berland) I.M.Johnst. - 1924 (synonymes : Gaza anacua Terán & Berland, Ehretia ciliata Miers, Ehretia elliptica DC., Ehretia exasperata Miers, Ehretia lancifolia Sessé & Moc., Ehretia scabra Kunth & C.D.Bouché) – Mexique et Texas
- Ehretia andrieuxii DC. - 1845 : voir Bourreria andrieuxii (DC.) Hemsl. (synonyme : Morelosia andrieuxii Kuntze)
- Ehretia angolensis Baker – 1894 – Endémique de l'Angola
- Ehretia aquatica (Lour.) Gottschling & Hilger – 2001 (synonyme : Rotula aquatica Lour.)
- Ehretia argyi H.Lév. - 1912 : voir Ehretia acuminata R.Br. – Chine (Jiangsu)
- Ehretia articulata Walp. - (synonyme : Citharexylum reticulatum)
- Ehretia aspera Willd. - 1794 – Malabar, Inde de l'Est
  - Ehretia aspera var. obtusifolia (Hochst. ex DC.) Parmar – 1991 (synonymes : Ehretia fischeri Gürke, Ehretia obtusifolia Hochst. ex DC.)
- Ehretia asperula Zoll. & Moritzi – 1846 – Chine, Java
- Ehretia austin-smithii Standl. - 1938 : voir Ehretia latifolia DC.
- Ehretia australis J.S.Mill. - 2002 - Madagascar
- Ehretia bakeri Britten – 1895 - Tanzanie
- Ehretia beurreria Blanco - 1837 : voir Ehretia blancoi DC.
- Ehretia beurreria Chapm. - 1860 : voir Bourreria succulenta
- Ehretia blancoi DC. - 1845 (synonyme : Ehretia beurreria Blanco) - Philippines
- Ehretia bogotensis Spreng. - 1825 : voir Aegiphila bogotensis
- Ehretia bourreria (L.) L. - 1762 (synonyme : Bourreria succulenta Jacq.)
  - Ehretia bourreria var. para-calophylla (Griseb.) M.Gómez – 1890 (synonyme : Bourreria calophylla Griseb.) - Cuba
- Ehretia braunii Vatke – 1881 – Afrique tropicale
- Ehretia breviflora De Wild. - 1915 : voir Ehretia cymosa var. breviflora
- Ehretia buxifolia Roxb. - 1795 (synonymes : Carmona heterophylla Cav., Ehretia monopyrena (Vahl) Gottschling & Hilger) – Inde, Java, Philippine
  - Ehretia buxifolia var. latisepala Gagnep.
  - Ehretia buxifolia var. microphylla (Lam.) DC. - 1845 (synonymes : Ehretia microphylla Lam., Carmona microphylla (Lam.) G.Don, Carmona retusa (Vahl) Masam.)
- Ehretia calophylla A.Rich. - 1853 : voir Bourreria rotata
- Ehretia campestris Salisb. - 1796 : voir Ehretia tinifolia L.
- Ehretia canarensis Miq. ex C.B.Clarke - Inde
- Ehretia capensis Meisn. - 1844 – Afrique australe
- Ehretia cassinefolia A.Rich. 1850 : voir Bourreria cassinifolia Griseb.
- Ehretia catronga Buch.-Ham. ex Wall. -1832 – Nom invalide
- Ehretia championii Wight & Gardn. ex C.B.Clarke – 1883 – Nom invalide
- Ehretia changjiangensis F.W.Xing & Ze X.Li – 1993 - Chine
- Ehretia ciliata Miers – 1869 : voir Ehretia anacua (Terán & Berland) I.M.Johnst.
- Ehretia cirrhosa L. - 1759 : voir Maripa scandens
- Ehretia coerulea Gürke - 1909 - Afrique tropicale
  - Ehretia coerulea var. glandulosa Suess. - 1951
- Ehretia confinis I.M.Johnst. - 1951 - Chine
- Ehretia cordifolia B.L.Rob. - 1894 – Mexique : voir Ehretia latifolia
- Ehretia coromandeliana Retz. ex DC. - 1845
- Ehretia cortesia Gottschling - 2004
- Ehretia corylifolia C.H.Wright – 1896 – Chine (Yunnan)
- Ehretia corymbosa Bojer ex DC. – 1845 : voir Ehretia cymosa Thonn.
  - Ehretia corymbosa var. angustifolia Danguy : voir Ehretia cymosa Thonn.
- Ehretia cumanensis DC. - 1845 – Venezuela : voir Bourreria cumanensis (Loefl.) O.E. Schulz (synonyme : Tournefortia hirsutissima L.)
- Ehretia cuneata Wight -
- Ehretia cuneifolia Sessé & Moc. - 1894 : voir Bourreria spathulata (Miers) Hemsl. - Mexique
- Ehretia cutranga C.B.Clarke – 1883 – Nom invalide
- Ehretia cymosa Thonn. - 1827 (synonymes : Ehretia corymbosa Bojer ex DC., Ehretia diffusa Vahl ex DC., Ehretia heynei Roem. & Schult., Ehretia laevis Roxb., Ehretia philippinensis DC., Ehretia punctata Roth ex Roem. & Schult., Ehretia thonningiana Exell, Ehretia timorensis Decne.) – Afrique, Madagascar, océan indien, présent à la Réunion
  - Ehretia cymosa var. abyssinica (R.Br. ex Fresen.) Brenan - 1954 (synonyme Ehretia abyssinica R.Br. ex Fresen.)
  - Ehretia cymosa var. breviflora (De Wild.) Taton - 1971 (synonyme : Ehretia breviflora De Wild.) - Congo
  - Ehretia cymosa var. divaricata Brenan - 1954
  - Ehretia cymosa var. silvatica (Gürke) Brenan - 1954 (synonyme : Ehretia silvatica Gürke)
  - Ehretia cymosa var. zenkeri (Gürke ex Baker & C.H.Wright) Brenan - 1954 (synonyme : Ehretia zenkeri Gürke ex Baker & C.H.Wright)
- Ehretia decaryi J.S.Mill. – 2002|
- Ehretia densiflora F.N.Wei & H.Q.Wen - 1991
- Ehretia dentata Courchet - 1914 (synonyme : Carmona microphylla (Lam.) G.Don)
- Ehretia dichotoma Blume - 1826 - Java
- Ehretia dicksonii Hance - 1862 - Chine, Japon
  - Ehretia dicksonii var. glabrescens Nakai - 1924 : voir Ehretia macrophylla var. glabrescens (Nakai) Y.L.Liu
  - Ehretia dicksonii var. japonica Nakai - 1924
  - Ehretia dicksonii var. liukiuensis Nakai - 1924
  - Ehretia dicksonii var. tilioides I.M. Johnst. - 1951
  - Ehretia dicksonii var. tomentosa (Gagnep. & Courchet) Nakai - 1924 (synonyme : Ehretia macrophylla var. tomentosa Gagnep. & Courchet)
  - Ehretia dicksonii var. velutina Koidz. - 1941
- Ehretia diffusa Vahl ex DC. - 1845 : voir Ehretia cymosa Thonn.
- Ehretia divaricata DC. - 1813 (synonyme : Morelosia divaricata (DC.) Kuntze) : voir Bourreria divaricata
- Ehretia dolichandra R.R.Mill - 1996
- Ehretia domingensis DC. - 1845 (synonyme : Morelosia domingensis (DC.) Kuntze) : voir Bourreria domingensis (DC.) Griseb.
- Ehretia dubia Jacq. – 1764 : voir Cordia collococca - Jamaïque
- Ehretia dunniana H.Lév. - 1912 (synonyme : Ehretia volubilis Hand.-Mazz.) - Chine (Yunnan)
- Ehretia duplicata Nees ex Arn. - 1837 : voir Grabowskia duplicata - Brésil
- Ehretia eckloniana H.Buek ex Harv. - 1859 : voir Ehretia rigida (Thunb.) Druce - Afrique du Sud
- Ehretia elliptica DC. - 1845 : voir Ehretia anacua (Terán & Berland) I.M.Johnst.
- Ehretia esquirolii H.Lév. - 1913 - Chine (Guizhou)
- Ehretia exasperata Miers - 1869 : voir Ehretia anacua (Terán & Berland) I.M.Johnst.
- Ehretia exsoluta R.R.Mill - 1996
- Ehretia exsucca Bert. ex Griseb. : voir Bourreria domingensis
- Ehretia exsucca L. - 1762 : voir Bourreria cumanensis
- Ehretia fasciculata Kunth - 1818 (synonyme : Morelosia fasciculata (Kunth) Kuntze) - Venezuela
- Ehretia ferrea Willd. - 1794 : voir Diospyros ferrea (Willd.) Bakh.
- Ehretia fischeri Gürke – 1895 (synonyme : Ehretia obtusifolia Hochst. ex DC.) : voir Ehretia aspera var. obtusifolia (Hochst. ex DC.) Parmar
- Ehretia floribunda Benth. : voir Ehretia laevis var. floribunda (Benth.) Brandis
- Ehretia formosa DC. - 1845 (synonymes : Bourreria formosa (DC.) Hemsl., Bourreria grandiflora Bertol., Crematomia huanita (Lex.) Miers, Ehretia guatemalensis DC., Morelosia huanita Lex.) : voir Bourreria huanita
  - Ehretia formosa var. oaxacana DC. - 1845
- Ehretia formosana Hemsl. - 1890 – Chine, Taiwan (synonyme : Ehretia navesii S.Vidal) : voir Ehretia resinosa
- Ehretia glabra Roth ex Roem. & Schult. - 1819 : voir Bourreria glabra
- Ehretia glandulosissima Verdc. - 1991 - Tanzanie
- Ehretia glaucescens Hayata – 1913 : voir Ehretia longiflora
- Ehretia goetzei Gürke - 1909 - Tanzanie
- Ehretia grahamii Randell – 1993 – Australie (Queensland)
- Ehretia grandiflora Poir. - 1811 (synonyme : Morelosia grandiflora (Poir.) Kuntze) : voir Bourreria grandiflora - Cuba
- Ehretia grisebachi M.Gómez – 1890 : voir Bourreria microphylla Griseb.
- Ehretia guatimalensis DC. - 1845 – (synonyme : Crematomia guatemalensis (DC.) Miers)
- Ehretia gurkeana De Wild. - 1903 - Afrique tropicale
- Ehretia hainanensis I.M.Johnst. - 1951 - Chine
- Ehretia halimifolia Nees ex Arn. - 1837 : voir Grabowskia obtusa
- Ehretia halimifolia L'Hér. - 1785 : voir Grabowskia boerhaaviifolia
- Ehretia hanceana Hemsl. - 1890 - Chine
- Ehretia havanensis Willd. ex. Roem. & Schult. - 1845 (synonymes : Bourreria havanensis (Willd. ex Roem. & Schult.) Miers, Morelosia havanensis (Willd. ex Roem. & Schult.) Kuntze) : voir Ehretia tomentosa var. havanensis
- Ehretia heterophylla Spreng. - 1824
- Ehretia heynei Roem. & Schult. - 1819 : voir Ehretia cymosa
- Ehretia hottentotica Burch. - 1824 : voir Ehretia rigida
- Ehretia inamoena Standl. - 1917 - Kenya
- Ehretia indica (Dennst. ex Kostel.) M.R.Almeida & S.M.Almeida - 1993
- Ehretia internodis L'Hér. - 1784 : voir Hilsenbergia petiolaris
- Ehretia janjalle Verdc. - 1991 – Afrique de l'Est
- Ehretia javanica Blume - 1826 - Java
- Ehretia kaessneri Vanpel - 1912 - Zimbabwe
- Ehretia kantonensis Masam. - 1940 : voir Ehretia acuminata
- Ehretia keyensis Warb. - 1891 - Océanie
- Ehretia laevis Roxb. - 1795 : voir Ehretia cymosa (l'index GRIN considère qu'il s'agit de deux espèces différentes, alors que la BDNF considère qu'il s'agit de la même espèce et Ehretia cymosa comme seule valide )
  - Ehretia laevis var. aspera C.B.Clarke - 1883
  - Ehretia laevis var. canarensis Miq. ex C.B.Clarke - 1883
  - Ehretia laevis var. cymosa Roem. & Schult. - 1819 : voir Bourreria succulenta var. revoluta (Kunth) O.E.Schulz
  - Ehretia laevis var. floribunda (Benth.) Brandis - 1874 (synonyme : Ehretia floribunda Benth.)
  - Ehretia laevis var. platyphylla Merr. - 1935
  - Ehretia laevis var. pubescens (Benth.) C.B.Clarke - 1883 (synonyme : Ehretia pubescens Benth.)
- Ehretia lanceolata Vell. - 1829 - Brésil
- Ehretia lanceolata B.Heyne ex C.B.Clarke - 1883 : voir Ehretia wightiana
- Ehretia lancifolia Sessé & Moc. - 1894 : voir Ehretia anacua
- Ehretia lanyuensis Liu & Chuang - 1960
- Ehretia latifolia Loisel. ex A.DC. - 1845 (synonymes : Ehretia austin-smithii Standl., Ehretia cordifolia B.L.Rob., Ehretia longifolia Miers, Ehretia luxiana Donn. Sm., Ehretia mexicana S.Watson, Ehretia tehuacana Greenm., Ehretia viscosa Fernald) - Amérique centrale, Mexique
- Ehretia laurifolia Decne. – 1834
- Ehretia laxa Jacq. – 1797 : voir Hilsenbergia petiolaris
- Ehretia linifolia J.F.Gmel. - 1792 - Nom invalide : voir Ehretia tinifolia L.
- Ehretia litoralis Gürke – 1895 - Afrique
- Ehretia longiflora Champ. ex Benth. – 1853 (synonyme : Ehretia glaucescens Hayata)
- Ehretia longifolia Miers - 1869 : voir Ehretia tinifolia L.
- Ehretia longistyla De Wild. & T.Durand - 1899 - Afrique tropicale
- Ehretia lucida Span. - 1841 - Timor
- Ehretia luxiana Donn.Sm. - 1893 : voir Ehretia latifolia - Guatemala
- Ehretia lycioides (Mart.) Gottschling & Hilger - 2001 (synonyme : Rhabdia lycioides Mart.) - Amérique tropicale (homonyme : Ehretia lycioides Wall. ex G.Don - Indes orientales)
- Ehretia macrophylla Wall. - 1824
  - Ehretia macrophylla var. glabrescens (Nakai) Y.L.Liu - 1980 (synonyme : Ehretia dicksonii var. glabrescens Nakai)
  - Ehretia macrophylla var. tomentosa Gagnep. & Courchet - 1914 : voir Ehretia dicksonii var. tomentosa
- Ehretia mauritiana Willemet - 1796
- Ehretia membranifolia R.Br. - 1810 : voir Ehretia saligna var. membranifolia - Australie
- Ehretia mexicana S.Watson - 1891 : voir Ehretia latifolia
- Ehretia meyersii J.S.Mill. – 2002 - Madagascar
- Ehretia microcalyx Vanpel - 1911 - Congo
- Ehretia microcarpa Ten. - 1833
- Ehretia microphylla Lam. - 1792 (synonymes : Carmona retusa (Vahl) Masam., Carmona microphylla (Lam.) G. Don) (homonyme : Ehretia microphylla Baker - Afrique tropicale) : voir Ehretia buxifolia var. microphylla
- Ehretia mollis Wall. : voir Mappia ovata
- Ehretia mollis (Blanco) Merr. - 1904 (synonyme : Menais mollis Blanco) : voir Ehretia acuminata R.Br. - Philippines
- Ehretia moluccana Riedl - 1994 - Moluques
- Ehretia monopyrena (Vahl) Gottschling & Hilger - 2001 (synonyme : Cordia retusa Vahl) : voir Ehretia buxifolia
- Ehretia montevidensis Spreng. - 1825 (synonyme : Citharexylum barbinerve Cham.) : voir Citharexylum montevidense - Brésil
- Ehretia mossambicensis Klotzsch - 1861 - Afrique tropicale
- Ehretia namibiensis Retief & A.E.van Wyk – 2001 - Namibie
  - Ehretia namibiensis subsp. kaokoensis Retief & A.E.van Wyk - 2001 - Namibie
- Ehretia navesii S.Vidal – 1886 (synonyme : Ehretia formosana Hemsl.) : voir Ehretia resinosa
- Ehretia nemoralis Gürke - 1895 (synonyme : Bourreria nemoralis (Gürke) Thulin) : voir : Hilsenbergia nemoralis
- Ehretia obovata R.Br. - 1814 - Inde occidentale, Abyssinie
- Ehretia obtusifolia Hochst. ex DC. - 1845 (synonyme : Ehretia fischeri Gürke) : voir Ehretia aspera var. obtusifolia (Hochst. ex DC.) Parmar
- Ehretia onava DC. - 1845 : voir Ehretia acuminata R.Br.
- Ehretia orbicularis Hutch. & E.A.Bruce - 1941 (synonyme : Bourreria orbicularis (Hutch. & E.A.Bruce) Thulin) : voir Hilsenbergia orbicularis - Somalie
- Ehretia ovalifoli] Hassk. - 1844 : voir Ehretia acuminata R.Br.
- Ehretia ovalifolia Wight - 1848 - Inde orientale
- Ehretia ovata Siebold & Zucc. ex Teijsm. & Binn. - Japon
- Ehretia papuana S.Moore - 1923 - Nouvelle-Guinée
- Ehretia parallela C.B.Clarke - 1883 - Myanmar
- Ehretia passargei Passarge - 1904 - Kalahari
- Ehretia petiolaris Lam. – 1785 (synonyme : Bourreria petiolaris (Lam.) Thulin) : voir Hilsenbergia petiolaris - Îles Mascareignes (Maurice, Rodrigue et Réunion)
  - Ehretia petiolaris var. subria Lam. : voir Hilsenbergia petiolaris
- Ehretia philippinensis DC. - 1845 : voir Ehretia cymosa
- Ehretia philippsonii J.S.Mill. – 2002 - Madagascar
- Ehretia pilosula F.Muell. - 1865 : voir Ehretia acuminata var. pilosula - Australie
- Ehretia pingbianensis Y.L.Liu – 1984 - Chine
- Ehretia polyantha DC. - 1845 - Philippines
- Ehretia psilosiphon R.R.Mill - 1996 - Bhoutan, Inde (Bengale), Népal
- Ehretia pubescens Benth. - 1836 : voir Ehretia laevis var. pubescens (Benth.) C.B.Clarke
- Ehretia punctata Roth ex Roem. & Schult. - 1819 : voir Ehretia cymosa
- Ehretia pyrifolia D.Don - 1825 : voir Ehretia acuminata var. pyrifolia (D.Don) I.M.Johnst.
- Ehretia radula (G.Don) Poir. ex Miers - 1811 (synonymes : Bourreria radula G.Don, Bourreria havanensis var. radula (G.Don) A.Gray, Morelosia radula (Poir.) Kuntze)
- Ehretia resinosa Hance – 1880 (synonymes : Ehretia navesii S.Vidal, Ehretia formosana Hemsl.) - Chine
- Ehretia reticulata Roem. & Schult. - 1819 (synonyme : Citharexylum reticulatum Kunth) - Pérou
- Ehretia retusa Wall. ex A.DC. - 1845 - Myanmar
- Ehretia revoluta (Kunth) DC. - 1845 (synonymes : Crematomia revoluta (Kunth) Miers, Morelosia revoluta (Kunth) Kuntze) : voir Bourreria succulenta var. revoluta Kunth) O.E.Schulz
- Ehretia rigida (Thunb.) Druce – 1916 (synonymes : Capraria rigida Thunb., Ehretia hottentotica Burch.) - Afrique du Sud
  - Ehretia rigida subsp. nervifolia Retief & A.E.van Wyk - 2001
  - Ehretia rigida subsp. silvatica Retief & A.E.van Wyk – 2001
- Ehretia rosea Gürke – 1900 - Afrique tropicale
- Ehretia rupestris Salisb. - 1796 : voir Bourreria succulenta Jacq.
- Ehretia saligna R.Br. - 1810 - Australie
  - Ehretia saligna var. membranifolia (R.Br.) Randell – 1993 (synonyme : Ehretia membranifolia R.Br.) - Australie
- Ehretia scabra Kunth & C.D.Bouché -1847 : voir Ehretia anacua (Terán & Berland) I.M.Johnst. - Mexique
- Ehretia scandens (Aubl.) Poir. - 1814 (synonymes : Maripa scandens Aubl., Murucoa scandens (Aubl.) Kuntze)
- Ehretia scrobiculata Hiern - 1898 – Afrique tropicale
- Ehretia serrata Roxb. - 1832 : voir Ehretia acuminata var. serrata (Roxb.) I.M.Johnst.
  - Ehretia serrata var. obovata Lindl. - 1827 : voir Ehretia acuminata var. obovata (Lindl.) I.M.Johnst.
  - Ehretia serrata var. pyrifolia (D.Don) DC. - 1845 (synonyme : Ehretia pyrifolia D.Don) : voir Ehretia acuminata var. pyrifolia (D.Don) I.M.Johnst.
- Ehretia setosa Roxb. - 1824 : voir Bourreria setosa - Samoa
- Ehretia seyrigii J.S.Mill. - 2002 - Madagascar
- Ehretia siamensis Teijsm. & Binn. ex Gagnep. & Courchet – 1914 - Thaïlande
- Ehretia silvana R.R.Mill – 1996 (synonyme : Cordia acuminata Wall.)
- Ehretia silvatica Gürke – 1894 : voir Ehretia cymosa var. silvatica
- Ehretia spicata Bojer – 1837 : voir Maesa indica
- Ehretia spinifex Roem. & Schult. - 1819 (synonymes : Basanacantha spinifex (Roem. & Schult.) Urb., Beureria spinifex (Roem. & Schult.) Gürke, Morelosia spinifex (Roem. & Schult.) Kuntze, Randia spinifex (Roem. & Schult.) Standl.) : voir Bourreria spinifex.
- Ehretia spinosa Spreng. ex DC. - 1845 : voir Rochefortia acanthophora
- Ehretia spinosa Jacq. - 1760 : voir Rochefortia spinosa
- Ehretia stuhlmannii Gürke - 1895 - Afrique tropicale orientale
- Ehretia sulcata Miers - 1869 - Inde occidentale
- Ehretia taiwaniana Nakai – 1924 : voir Ehretia acuminata
- Ehretia takaminei Hatus. - 1952 - Japon (Okinawa - île Liukiu)
- Ehretia tehuacana Greenm. - 1912 : voir Ehretia latifolia
- Ehretia teitensis Gürke - 1894 (synonyme : Bourreria teitensis (Gürke) Thulin) : voir Hilsenbergia teitensis
- Ehretia tenuifolia Houtt. - 1938 : voir Ehretia tinifolia L.
- Ehretia ternifolia Kunth - 1818 : voir Aegiphila ternifolia
- Ehretia tetrandra Gürke - 1900 - Afrique tropicale
- Ehretia thonningiana Exell - 1956 : voir Ehretia cymosa
- Ehretia thyrsiflora (Siebold & Zucc.) Nakai – 1922 (synonyme : Cordia thyrsiflora Siebold & Zucc.) : voir Ehretia acuminata
- Ehretia timorensis Decne. - 1835 : voir Ehretia cymosa
- Ehretia tinifolia L. - 1759 (synonymes : Ehretia campestris Salisb., Ehretia tenuifolia Houtt.)
- Ehretia tomentosa Lam. - 1793 (synonymes : Bourreria tomentosa (Lam.) G.Don, Morelosia tomentosa (Lam.) Kuntze)
  - Ehretia tomentosa var. havanensis (De Wild. ex Roem. & Schult.) M.Gómez - 1890 (synonymes : Ehretia havanensis De Wild. ex Roem. & Schult., Bourreria havanensis (De Wild. ex Roem. & Schult.) Miers, Morelosia havanensis (De Wild. ex Roem. & Schult.) Kuntze)
- Ehretia trachyphylla C.H.Wright - 1907 - Afrique tropicale
- Ehretia triphylla Hochst. - 1844 : voir Amerina triphylla - Afrique australe
- Ehretia tsangii I.M.Johnst. - 1951 - Chine (Yunnan)
- Ehretia uhehensis Gürke - 1900 - Afrique tropicale
- Ehretia umbellulata Wall. - 1824 : voir Ilex umbellulata
- Ehretia uniflora Roxb. - 1814 - Moluques
- Ehretia urceolata W.Fitzg. - 1918 - Ouest de l'Australie
- Ehretia velutina DC. - 1845 : voir Bourreria tomentosa var. velutina
- Ehretia venulosa Spreng. ex Engl. - Nom invalide
- Ehretia viminea Wall. - (synonymes : Carmona viminea (Wall.) G.Don, Rhabdia viminea (Wall.) Dalziel ex Hook., Rotula aquatica Lour.)
- Ehretia violacea Kunth - 1846
- Ehretia virgata Sw. - 1788 (synonyme : Morelosia virgata (Sw.) Kuntze) : voir Bourreria virgata (homonyme : Ehretia virgata Blanco - 1837 – Philippines)
- Ehretia viscosa Fernald – 1902 : voir Ehretia latifolia Loisel. ex A.DC.
- Ehretia volubilis Hand.-Mazz. - 1925 : voir Ehretia dunniana H.Lév.
- Ehretia wallichiana' Hook.f. & Thomson ex C.B.Clarke - 1883
- Ehretia wightiana Wall. & G.Don - 1837 (synonyme : Ehretia lanceolata B.Heyne ex C.B.Clarke)
- Ehretia winitii Craib - 1922
- Ehretia zenkeri Gürke ex Baker & C.H.Wright - 1905 : voir Ehretia cymosa var. zenkeri (Gürke ex Baker & C.H.Wright) Brenan
- Ehretia zeyheriana H.Buek ex Harv. - 1859 : voir Ehretia rigida (Thunb.) Druce